# Циномиаз
Циномиаз (Cynomyasis) — редкий миаз, вызванный личинками мухи Cynomya cadaverina.
Возбудитель — Cynomya cadaverina (Robineau-Desvoidy, 1830) (сем. Calliphoridae, отр. Diptera) имеет 9-14 мм в длину, обитает в Америке, питается мёртвой тканью, поэтому имеет значение для судебной медицины, их также привлекает мясо, человеческие фекалии. Самки откладывают 25 до 50 яиц. Личинок также используют для личинкотерапии.
Мухи могут откладывают яйца и в гнойный раны, что вызывает кожный миаз.